# Seohwa-myeon
Seohwa-myeon (koreanska: 서화면) är en socken i kommunen Inje-gun i provinsen Gangwon i den norra delen av Sydkorea, 130 km nordost om huvudstaden Seoul. Den gränsar i norr mot Nordkorea. 